# Kyjov
Kyjov és un poble i municipi d'Eslovàquia. Es troba en el Districte de Stará Ľubovňa, en la Regió de Prešov.

## Història
La primera referència escrita de la vila data del 1390.

## Demografia
| Godina             | 1994 | 2004   | 2014   | 2024   |
| ------------------ | ---- | ------ | ------ | ------ |
| Nombre de persones | 716  | 767    | 759    | 740    |
| Diferència         |      | +7,12% | −1,04% | −2,50% |

| Godina             | 2023 | 2024   |
| ------------------ | ---- | ------ |
| Nombre de persones | 733  | 740    |
| Diferència         |      | +0,95% |